# Cucal ventreblanc
El cucal ventreblanc (Centropus leucogaster) és una espècie d'ocell de la família dels cucúlids (Cuculidae) que habita els boscos del Senegal, Gàmbia, Guinea Bissau, Guinea, Sierra Leone, Libèria, Costa d'Ivori, Ghana, Togo, Nigèria i sud-oest de Camerun.